# 廉惇
廉惇，元朝大臣，字公迈，畏兀儿人，恒阳王廉希宪的第五子。
廉惇历任太中大夫、西蜀四川道肃政廉访使、江西等处行中书省参知政事。以南昌士人熊朋来为师，向他学习诸经礼义。元英宗至治二年（1322年），转任陕西等处行中书省左丞。泰定帝泰定二年（1325年），奉旨宣抚四川等处行中书省。不久去世。谥文靖。有《廉文靖公集》，此书在《永乐大典》中收录数篇。